# Centrale hydroélectrique de Brégnier-Cordon
La centrale hydroélectrique de Brégnier-Cordon est une usine de production d'électricité construite sur un canal de dérivation du Rhône, sur la commune de Brégnier-Cordon dans le département de l'Ain, en région Auvergne-Rhône-Alpes.

## Présentation
Gérée par la Compagnie nationale du Rhône (CNR), elle a été mise en service en 1985.
Le canal de dérivation, creusé entre le massif d'Izieu et le mont de Cordon, à l'emplacement de l'ancien lac de Pluvis, est long de 8 km. Il est alimenté grâce au barrage de Champagneux.
- Production annuelle moyenne : 324 millions de kWh.
- Chute maximum : 13,70 m.
- Puissance installée : 70 MW.
- Altitude de la centrale : 213 m[1]